# خواهر داماد (فیلم)
خواهر داماد (به انگلیسی: Sister of the Groom) فیلمی محصول سال ۲۰۲۰ و به کارگردانی امی میلر گروس است. در این فیلم بازیگرانی همچون آلیسیا سیلورستون، تام اورت اسکات، جیک هافمن، ماتیلدا اولیور، چارلی بیولی، نوآه سیلور، ابیگل مارلوو، مارک بلوم، یولی انگبرخت و رونالد گوتمن ایفای نقش کرده‌اند.